# دور الكنيسة في التسبب في أزمة الكهنوت وعلاجها والوقاية منها
دور الكنيسة في التسبب في أزمة الكهنوت وعلاجها والوقاية منها وهو تقرير قدم إلى الجمعية العامة لسينودس الأساقفة في روما عام 1971 ، من قبل الدكتور كونراد بارس ، طبيب نفسي كاثوليكي هولندي المولد من مينيسوتا ، وقد افترح بناء على دراسة أجريت على 1500 كاهن أن تدريب اللاهوت القاصر جعل الكهنة غير مهيئين بشكل جيد للعزوبة مدى الحياة.

## وصف التقرير
نشر التقرير من قبل دار نشر فرنسيسكان هيرالد برس في عام 1972 بعنوان كيفية التعامل مع أزمة الكهنوت والوقاية منها.
1. "حالة عدم النضج النفسي الجنسي المعبَّر عنه في النشاط الجنسي السوي أو المثلي جنسيًا كانت كثير الحدوث. عمليا عانى كل هؤلاء الكهنة من عصاب إحباط بدرجة شديد إلى معتدل”.
2. أقل من 15٪ من الكهنة في أوروبا وأمريكا الشمالية ناضجون عاطفياً بشكل كامل.
3. من بين الـ 85٪ المتبقية ، كان 20-25٪ يعانون من "صعوبات نفسية خطيرة" ظهرت من خلال تعاطي الكحول ، بينما كان لدى 60-70٪ درجات أقل حدة من عدم النضج العاطفي.

رغم أن التقرير أشار إلى ضرورة إجراء تصحيحي فوري وقدم عشر توصيات بذلك الخصوص، وكان الكاردينال فويتيلا أحد أكثر التوصيات نشاطا في السينودس وهو الذي انتخب في 16 أكتوبر 1978 باسم البابا يوحنا بولس الثاني ، إلا أنه لم يتم تنفيذ التوصيات التفصيلية الواردة في التقرير. .